# Blakumen

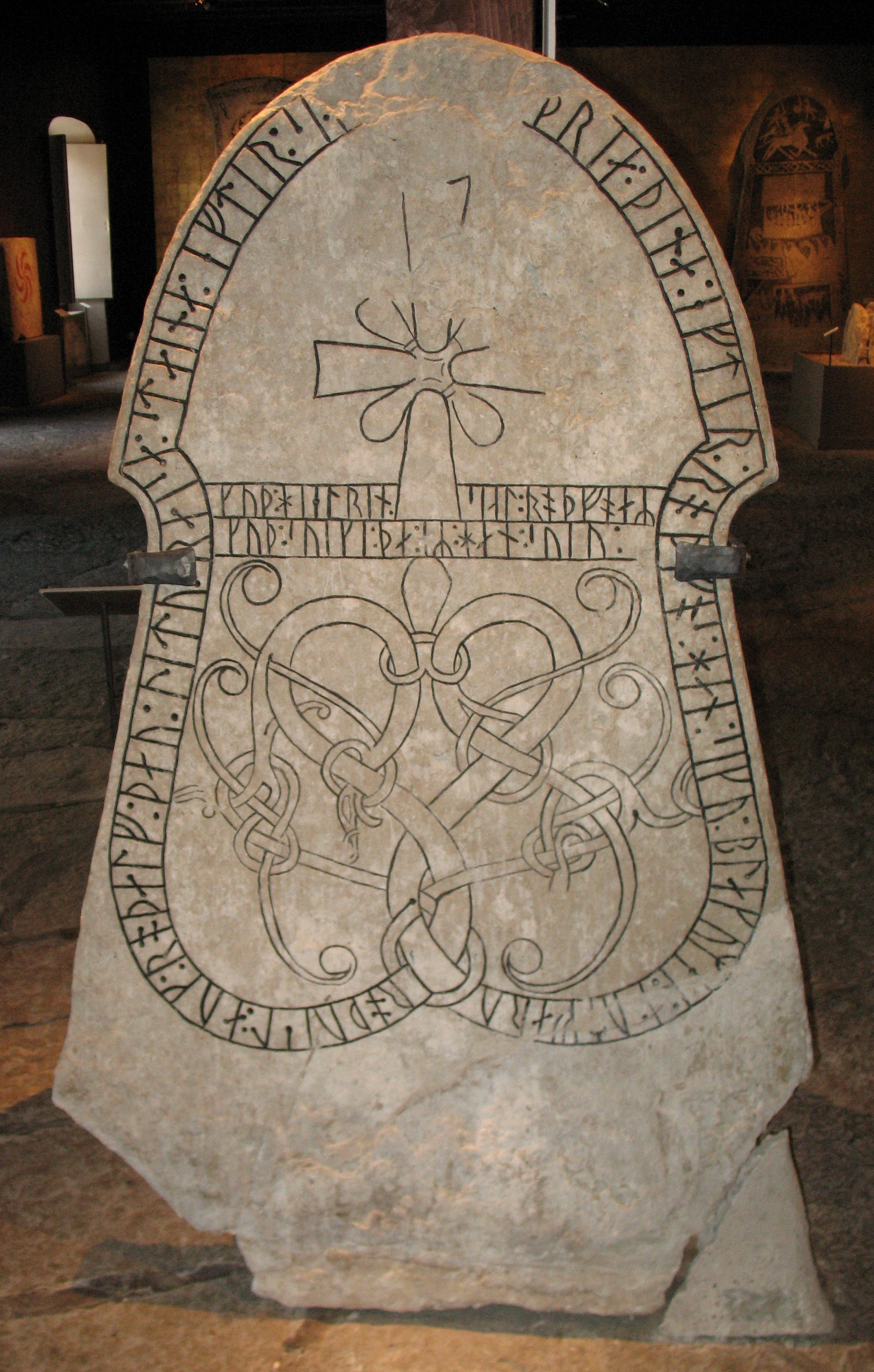
Piatra runică G134, a cărei inscripții fac referire la Blakumen.

Blakumen sau Blökumenn au fost un popor menționat în surse scandinave din secolul al XI-lea și până în secolul al XIII-lea. Și numele pământului lor, Blokumannaland, a fost menționat. Victor Spinei, Florin Curta, Florin Pintescu și alți istorici îi identifică drept români (variația exonului vlah), în timp ce Omeljan Pritsak susține că erau cumani. Judith Jesch adaugă posibilitatea că termenul să însemne „bărbați negri”, a căror semnificație este neclară. Istoricii identifică Blokumannaland ca fiind teritoriile din sudul Dunării de Jos, locuite de vlahi în Evul Mediu, adăugând că termenul se poate referi fie la Țara Românească (la nord de Dunăre), fie la Africa în limba modernă islandeză.

## Blakumen pe piatra runică G134
Singurul exemplu păstrat al etnonimului Blakumen provine dintr-o inscripție de pe o piatră runică din cimitirul Sjonhem din Gotland, Suedia de azi. Formele runelor din cimitir sugerează că piatra a fost ridicată în jurul anului 1050. Potrivit pisaniei sale, un cuplu vareg numit Hróðvísl și Hróðelfr au ridicat piatra în memoria unuia dintre fiii lor, Hróðfúss, care a fost ucis de Blakumen în timpul călătoriilor sale în străinătate. Deși inscripția nu conține mai multe informații despre crimă, Spinei argumentează că Hróðfúss a fost ucis de către vlahi în regiunile estice ale Carpaților. Istoricul Curta presupune că Hróðfúss ar fi fost un comerciant care călătorea spre Constantinopol, când a fost atacat și ucis de către vlahi la nord de Dunărea de Jos. De asemenea, Jesch sugerează că Hróðfúss era un comerciant și presupune că a fost ucis de comercianții locali care i-au trădat încrederea. Jesch traduce Blakumen ca vlahi, confruntându-și trădarea cu inexorabilitatea lor. Jesch presupune, de asemenea, posibilitatea ca termenul să fi însemnat „bărbați negri”, caz în care sensul este neclar. Pritsak refuză să identifice Blakumen cu fiind vlahii, declarând că erau cumani, a căror migrare către regiunile vestice ale stepei pontice au început în jurul perioadei în care a fost ridicată piatra memorială. Spinei contracarează acest punct de vedere, pe seama faptului că mai multe referiri la Blakumen sau Blökumen (de exemplu, în Saga Eymund) au loc în contexte care au loc zeci de ani înainte de apariția mai timpurie a cumanilor în stepa pontică. Spinei, de asemenea, menționează că, dacă termenul înseamă „cumani negri”, atunci acesta nu este în concordanță cu terminologia etnică varegă (derivată din ambele tradiții de denumiri germanice sau est-slave), precum că juxtapunerea unui adjectiv scandinav și a unui nume propriu de origine greacă sau latină este improbabilă.

## Biliografie
ISTORIA ROMÂNILOR DIN CELE MAI VECHI TIMPURI PÂNĂ LA MOARTEA REGELUI CAROL I de CONSTANTIN C. GIURESCU - PROFESOR DE ISTORIA ROMÂNILOR LA UNIVERSITATEA DIN BUCUREȘTI - EDIȚIA A TREIA EDITURA S. C. ‘’CUGETAREA GEORGESCU DELAFRAS S. A. BUCUREȘTI IV - STRADA POPA NAN, 21 pagina 130.

Note
1. ↑  Pintescu 2001, p. 260.
2. 1 2  Curta 2006, p. 303.
3. 1 2 3  Spinei 2009, p. 54.
4. 1 2  Pritsak 1981, p. 373.
5. 1 2  Jesch 2001, pp. 257–258.
6. ↑  Jesch 2001, pp. 96, 257–258.
7. ↑  Jesch 2001, p. 257.
8. ↑  Pritsak 1981, pp. 344, 373.
9. ↑  Spinei 2009, p. 106.
10. ↑  Spinei 2009, p. 107.